# Agnes-Bernauer-Brücke (Straubing)
Die Agnes-Bernauer-Brücke verbindet im Stadtgebiet von Straubing die Binneninsel Gstütt mit dem Stadtteil Hornstorf. Die Brücke quert die Alte Donau bei Stromkilometer  2.320,00 im Verlauf der Staatsstraße 2141. Die Brücke trägt die Bauwerksnummer 7141 548.

## Konstruktion
Es handelt sich um eine stählerne Stabbogenbrücke mit unten liegender Fahrbahn und einer Stützweite von 152 Metern. Die betonierten Widerlage haben eine lichte Weite von 150,60 Meter. Die vertikalen parabelförmigen Stahlbögen besitzen geschweißte Kastenprofile mit 0,66 m Breite und 1,12 m Höhe. Sie sind durch einen pfostenlosen rautenförmigen Windverband sowie Portalriegel miteinander verbunden. Über die 23,5 Meter hohen Bögen werden die beiden außenliegenden Versteifungsträger mit der orthotropen Fahrbahnplatte durch je 10 Hänger im Abstand von je 13,82 m  und Durchmesser 90 Millimeter abgetragen.

## Geschichte
Der Neubau von 1981 ersetzt die an gleicher Stelle vorhandene alte Äußere Donaubrücke. Der Neubau war im Zuge des Donauausbaus notwendig, da ab der Schleuse Straubing die Wasserstraße in die Alte Donau verlegt wurde.

### Namengebung
Bis zur Verlegung der Donau vorbei am Herzogsschloß im Jahr 1480 gab es in Straubing nur eine, die später äußere, Donaubrücke. Sollte Agnes Bernauer tatsächlich im Jahr 1435 von der Donau-Brücke geworfen worden sein, war es also nahe der jetzigen Agnes-Bernauer-Brücke.

### Vorgängerbauwerke
Die Vorgängerbauwerke namens Äußere Brücke überführten etwas östlich des heutigen Standorts die Böhmerstraße genannte Chaussee.
1938 wurde eine Stahlbalkenbrücke mit drei Feldern und einer Spannweite von 142,05 Metern errichtet. Ihre Durchfahrtshöhe von 3,17 Meter und der Achsabstand der Flusspfeiler von 54,63 Meter stellten kein Schifffahrtshindernis dar, da die Wasserstraße noch am Herzogsschloß vorbei unter der Schloßbrücke verlief, die am 26. April 1945 gesprengt wurde. Ihr Wiederaufbau erfolgte zwischen 1947 und Dezember 1950. Nach Fertigstellung der Agnes-Bernauer-Brücke wurde sie abgebrochen.
1809 entstand eine Schiffsbrücke aus Pontons mit befestigtem Brückenkopf. Die Pontons wurden in Passau von den Franzosen erbeutet. Vor 1809 gab es eine einfache Bockbrücke, 396 Schuh (entspricht 115,6 Meter) lang und aus 11 Jochen.